# 빅 브라더 (2018년 영화)
빅 브라더(大師兄, Big Brother)는 홍콩에서 제작된 함가위 감독의 2018년 액션, 코미디 영화이다. 견자단 등이 주연으로 출연하였다.

## 출연

### 주연
- 견자단
- 진교은

### 조연
- 유항